# Epipactis
Epipactis é um género botânico pertencente à família das orquídeas (Orchidaceae).